# 2022年のオリックス・バファローズ
2022年のオリックス・バファローズでは、2022年シーズンについてのオリックス・バファローズの動向をまとめる。
この年のオリックス・バファローズは、中嶋聡監督の2年目のシーズンであり、パリーグ連覇、さらには日本シリーズでの26年ぶりの日本一に輝いた年となった。

## 概要

### 開幕前
昨季は25年ぶりのリーグ優勝を達成したチームは中嶋監督が続投。12月6日にはコーチ人事が発表され、前年日本ハムで一軍コーチを務めていた厚澤和幸と髙橋信二を招聘するなど、内部の入れ替えも含めて5つの役職で変更が行われた。

### レギュラーシーズン
開幕戦は山本由伸の好投もあり、12年ぶりに開幕戦を勝利するも、翌試合から5連敗しスタートダッシュに失敗する。4月10日のロッテ戦では佐々木朗希に完全試合を達成されるなど打線の不調が目立ち、5月11日時点で首位楽天と11.5ゲーム差をつけられた。
昨年好調だった交流戦では杉本裕太郎が首位打者に輝くも、チームは6連勝のあと5連敗となかなか調子が上がらない展開が続いた。6月18日の西武戦で山本がノーヒットノーランを達成したが、上位との差は縮まらず球宴前まで5位に低迷したままだった。
だが、日本ハム以外の5球団の混戦の中でオールスター明けから徐々に浮上し、9月10日には今季初の単独首位に立った。しかし翌11日には陥落し、その後もソフトバンク、西武と共に3チームがゲーム差なしで並ぶなど史上まれに見る大混戦を演じた。徐々に抜け出したソフトバンクが9月15日に優勝マジック11を点灯させるも、9月17日からのソフトバンクとの最後の3連戦で3連勝しゲーム差を0とする。だが、残り試合数の多いソフトバンクが徐々にマジックを減らして9月30日には優勝マジックを1とし、オリックスは土俵際に追い込まれた。しかし同日の試合でサヨナラ勝利し何とか優勝戦線に踏みとどまる。そして引き分け以上で優勝が決定するソフトバンクも10月1日の西武戦でサヨナラ負けしたため、優勝の行方は翌2日の最終戦に持ち越しとなった。ソフトバンク敗北、オリックス勝利以外はソフトバンク優勝という絶体絶命の状況で迎えた2日、首位ソフトバンクがロッテに3-5で敗れ、2位オリックスが楽天に5-2で勝利。両チームの最終成績が76勝65敗2分けと勝率で並んだが、パ・リーグの規定により直接対決で勝ち越しているオリックスが史上初のリーグ最終日逆転優勝を果たし、２連覇を達成した。
オリックスは2年連続14度目のリーグ優勝を果たし、巨人の47度、西武の23度、ソフトバンクの21度に次いで4番目。連覇は67～69、75～78年、95〜96年に次いで4度目。連覇は10度の巨人、5度の西武に次いで3番目となった。2年連続最下位からの2連覇は同年のヤクルトに次いで2番目である。11.5ゲーム差の逆転優勝は1963年西鉄14.5、2008年巨人13差に次いで、1996年巨人、2016年日本ハムに並ぶ3番目の大差だった。首位日数は開幕の3月25日（同率）、9月10日、閉幕の10月2日と3日間の最少記録となった。他はソフトバンクが106日、楽天が54日、西武が30日、ロッテが2日だった。また、昨年に続き優勝マジックが1度もつかなかった。2年連続マジックなしの優勝は史上初で、先述の通りリーグ最終日の逆転優勝も史上初だった。
オリックスの中嶋監督は監督就任1年目に優勝し、翌年も優勝。新人監督から2年以上連続で優勝は藤本定義、森祇晶に次いで3人目である。エースの山本が初の連続投手5冠王となった。先発投手の防御率2.77はリーグトップだったほか打線も打率はリーグ2位の.246、本塁打数こそリーグ最下位だったものの二塁打数はリーグトップ、三振数はリーグで唯一1,000を超えなかった。主砲の吉田正は7月以降に出場した69試合で打率.356、14本塁打、54打点、OPS1.088、さらに7月度、9・10月度の月間MVPを受賞するなど好成績を残し、打線を牽引した。
| 順位      | 9/15            | 9/15            | 9/16            | 9/16            | 9/17         | 9/17    | 9/18         | 9/18    | 9/19         | 9/19    | 9/20            | 9/20            | 9/22         | 9/22     | 9/23         | 9/23    | 9/24            | 9/24            | 9/25         | 9/25     | 9/26         | 9/26    | 9/27            | 9/27            | 9/29         | 9/29    | 9/30            | 9/30            | 10/1         | 10/1    | 10/2            | 10/2            |
| --------- | --------------- | --------------- | --------------- | --------------- | ------------ | ------- | ------------ | ------- | ------------ | ------- | --------------- | --------------- | ------------ | -------- | ------------ | ------- | --------------- | --------------- | ------------ | -------- | ------------ | ------- | --------------- | --------------- | ------------ | ------- | --------------- | --------------- | ------------ | ------- | --------------- | --------------- |
| 1位       | ソフトバンク    | M11             | ソフトバンク    | M9              | ソフトバンク | M9      | ソフトバンク | M9      | ソフトバンク | M9      | ソフトバンク    | M8              | ソフトバンク | M7       | ソフトバンク | M7      | ソフトバンク    | M6              | ソフトバンク | M5       | ソフトバンク | M4      | ソフトバンク    | M3              | ソフトバンク | M2      | ソフトバンク    | M1              | ソフトバンク | M1      | オリックス      | 優勝            |
| 2位       | オリックス      | 2.0             | オリックス      | 3.0             | オリックス   | 2.0     | オリックス   | 1.0     | オリックス   | 0.0     | オリックス      | 0.0             | オリックス   | 0.5      | オリックス   | 0.0     | オリックス      | 0.0             | オリックス   | 0.5      | オリックス   | 1.0     | オリックス      | 1.0             | オリックス   | 1.5     | オリックス      | 1.5             | オリックス   | 1.0     | ソフトバンク    | 0.0             |
| 試合 結果 | ソ7-3楽 オ3-2日 | ソ7-3楽 オ3-2日 | ソ6-2楽 日6-3オ | ソ6-2楽 日6-3オ | オ2-0ソ      | オ2-0ソ | オ2-0ソ      | オ2-0ソ | オ6-5ソ      | オ6-5ソ | ソ3-1日 オ6-3ロ | ソ3-1日 オ6-3ロ | ロ13-5オ     | ロ13-5オ | ロ6-3ソ      | ロ6-3ソ | オ9-1楽 ソ6-0ロ | オ9-1楽 ソ6-0ロ | ソ10-0ロ     | ソ10-0ロ | ソ2-1ロ      | ソ2-1ロ | 楽6-1オ 西4-1ソ | 楽6-1オ 西4-1ソ | ソ5-4楽      | ソ5-4楽 | ソ5-1楽 オ4-3ロ | ソ5-1楽 オ4-3ロ | 西3-1ソ      | 西3-1ソ | オ5-2楽 ロ5-3ソ | オ5-2楽 ロ5-3ソ |

| 年   | 球団       | 首位日数 | 首位日数 | 初首位試合 |
| 年   | 球団       | 優勝まで | 全日程   | 初首位試合 |
| ---- | ---------- | -------- | -------- | ---------- |
| 2022 | オリックス | 3        | 3        | 1          |
| 2008 | 巨人       | 11       | 13       | 131        |
| 2019 | 西武       | 11       | 16       | 130        |
| 2016 | 日本ハム   | 14       | 21       | 115        |
| 1963 | 西鉄       | 15       | 15       | 1          |
| 1998 | 西武       | 15       | 20       | 116        |
| 2011 | 中日       | 15       | 22       | 34         |

| リーグ最終戦優勝チーム | リーグ最終戦優勝チーム |
| 年                     | 球団                   |
| ---------------------- | ---------------------- |
| 1946                   | グレートリング         |
| 1952                   | 南海                   |
| 1963                   | 西鉄                   |
| 1964                   | 阪神                   |
| 1982                   | 中日                   |
| 2022                   | オリックス             |

### クライマックスシリーズ
クライマックスシリーズはファイナルステージから登場。ファーストステージを2連勝で勝ち上がった2位ソフトバンクと、本拠地京セラドームで対戦した。
第1戦は山本が8回無失点の快投を演じ、打線もそれに応えるように着実に援護し5-0で快勝。この勝利でソフトバンクの2019年から続くポストシーズン連勝記録を18で、同時にファイナルステージの連勝記録を9でいずれも止めることになった。
第2戦は2-2の5回に杉本が勝ち越しの2点本塁打を放ち、宇田川優希、山﨑颯一郎、ジェイコブ・ワゲスパック、阿部翔太が1回ずつ継投、阿部は一打同点のピンチを背負うも後続を打ち取って4-3で逃げ切り2連勝。早くも日本シリーズ進出に王手をかけた。
しかし迎えた第3戦は先発田嶋大樹が初回に2失点、打線も先発千賀滉大の前に13人連続で凡退するなど全く手が出ず0-3で敗戦した。
第4戦は2点リードの7回に山﨑颯がアルフレド・デスパイネに同点本塁打を浴び、試合が振り出しに戻る。それでも9回に相手守護神のリバン・モイネロから二死2、3塁の絶好機を作ると、中川圭太の左前打でサヨナラ勝利。レギュラーシーズン1位チームに与えられるアドバンテージを含めて対戦成績を4勝1敗とし、2年連続14回目の日本シリーズ進出を決めた。

### 日本シリーズ
日本シリーズでは前年と同じく東京ヤクルトスワローズとの対戦となった。
神宮球場で行われた第1戦ではエース山本が初回から5番ホセ・オスナに先制の2点適時打を浴びる苦しい立ち上がりに。打線は直後の2回表に紅林弘太郎の適時打と福田の押し出し四球で同点に追いつくが、山本は3回に塩見泰隆、4回はオスナにそれぞれソロ本塁打を被弾。2020年8月以来802日ぶりに1試合2本の本塁打を被弾した山本は、5回途中で左脇腹の違和感のため緊急降板となった。その後打線は8回表に代打T-岡田の適時打で1点を返すもその裏、この年セ・リーグ打撃三冠王を獲得した村上宗隆にソロ本塁打を被弾し突き放された。最終回も好機こそ作ったものの結局得点できず、3-5で敗れた。
第2戦は3回、先発の山﨑福が自ら先制適時打を放つと、なおも好機で敵失の間に追加点を得る。5回には杉本が適時内野安打を放ち3-0とリードを広げた。山﨑福は4回無失点でマウンドを降り、5・6回を山﨑颯、7回を宇田川、8回は満塁のピンチこそ招いたもののワゲスパックが無失点で繋ぐ。しかし9回、無死1、2塁から阿部が内山壮真に同点本塁打を浴びてしまう。その後得点は入らず、今シリーズ初の延長戦に突入。10回は両チームとも二死1、3塁の好機から無得点に終わり、11回も両チーム無得点となって迎えた12回表、二死2塁からヤクルトの8番手木澤尚文が暴投。2塁走者佐野皓大が一気に生還したものの、投球がベンチに入ったことからボールデッドとなったため得点は認められず、直後の攻撃で結局無得点に終わってしまう。その後12回を三者凡退に抑えたことで、規定により3-3で試合終了。シリーズでは2018年第1戦以来となる引き分けとなった。試合時間5時間3分は、2010年第6戦の5時間43分（延長15回）に続いて史上2番目の長さ、延長12回で終わった試合としては前年第6戦の5時間0分を超え、史上最長の試合時間となった。また、両チーム合わせて投手16人が登板したが、これは2018年第1戦（広島対ソフトバンク、延長12回引き分け）の15人を上回り史上最多で、出場選手44人は同試合以来史上3度目のタイ記録となった。
舞台を本拠地京セラドーム大阪に移した第3戦は0-0のまま迎えた4回裏、一死2、3塁の好機を作るも、中川圭、杉本が凡退。直後の5回表、ここまで不調に陥っていた3番山田哲人に3点本塁打を浴び、先制を許した。その後7回に村上の押し出し四球、9回に村上の2点適時打とオスナの適時打で追加点を奪われる。打線は相手先発高橋奎二の前に6回を無得点、前年のシリーズから数えると15回連続で無得点に終わってしまい、9回に西野真弘の適時打で1点を返すのがやっとであった。こうして第3戦は1-7で敗戦。この時点でシリーズ成績は1分2敗と崖っぷちに立たされた。
第4戦は序盤から両チーム好機を作りながら無得点に終わっていたが、3回に二死2塁から杉本が左前適時打を放って先制。5回、先発山岡泰輔が塩見に三塁打を浴びたところで宇田川が登板。2者連続で三振を奪い、無失点で切り抜ける。6回も続投した宇田川は一死1、3塁のピンチを招くも、またも2者連続三振に打ち取ってリードを守った。その後7・8回を山﨑颯、9回をワゲスパックが抑え、1-0でシリーズ初勝利。球団としては1996年第2戦以来4回目となる日本シリーズでの完封勝利となった。またこの試合では宇田川が勝利投手となったが、育成ドラフト出身選手が日本シリーズで勝利投手となるのは史上6人目であり、入団2年目での達成は史上最速となった。
第5戦は初回にオスナのシリーズ5打点目となる適時打、2回にはドミンゴ・サンタナにソロ本塁打を浴びて2点を先行される。しかし打線は4回裏に二死1、2塁から紅林と若月健矢の連続適時打で同点とし、続く5回には吉田正が今シリーズではチーム第1号となるソロ本塁打を放って勝ち越しに成功する。それでもヤクルトは直後の6回表、二死2塁から9番長岡秀樹の適時打で同点とすると、2番青木宣親の適時二塁打で再びリードを奪われてしまう。3-4のまま9回に突入し、ヤクルトは抑えのスコット・マクガフが登板。一死2塁と好機を作り、2番西野が投手強襲の安打を放つ。これがマクガフの悪送球を誘い、2塁走者が生還して再び同点に追いつく。二死となったあと、吉田正がこの日2本目となる2点本塁打を右翼席へと放ち、6-4でサヨナラ勝利を収めた。前年のシリーズ第1戦でも吉田正はマクガフからサヨナラ打を放っており、2年連続でマクガフを相手にサヨナラ打を放ったことになる。日本シリーズにおけるサヨナラ勝利は上述の試合以来史上41度目で、本塁打によるサヨナラ勝利に限れば2018年第5戦の柳田悠岐以来17人目、18本目となった。またこの勝利でシリーズ対戦成績が2勝2敗1分となり、優勝決定は第7戦以降に持ち越すことが確定。第7戦開催は2013年以来9年ぶり25度目である。シリーズ最初の3試合で2敗1分のチームが2連勝で成績を五分に戻したのは、1962年の東映フライヤーズ以来60年ぶり、史上2度目となった。
神宮球場に戻って行われた第6戦は5回まで無得点と緊迫した投手戦に。しかし6回表、吉田正が申告敬遠されて二死1、2塁となり、杉本が右前適時打を放って先制する。その後満塁としながら追加点は取れずも、その裏を宇田川がピンチを招きながら無得点に抑え、8回まで1-0でオリックスリードのまま進む。9回表にはマクガフが登板。先頭の安達了一が安打で出塁すると、続く紅林の犠打をマクガフが悪送球。この間に安達が1塁から一気に生還し、追加点を挙げる。3塁まで進んだ紅林は、一死後に西野の犠飛で生還。3-0とリードを広げた。投手陣は先発の山﨑福が5回を無失点。その後は宇田川、平野佳寿、山﨑颯、ワゲスパックが1回ずつを投げてそれぞれ無失点とし、シリーズでは2試合ぶり2度目となる完封勝利を収めた。チームは3連勝で日本一に王手をかけた。
迎えた第7戦、初回先頭の太田椋が初球を中越本塁打とする。日本シリーズでの「初回先頭打者初球本塁打」は史上初の好記録で、いきなり先制に成功した。そのまま1-0で迎えた5回表、先頭の伏見寅威が安打で出塁すると、宮城、太田の犠打をヤクルトの守備陣が二者連続で処理を誤り（記録はいずれも内野安打）、無死満塁の絶好機を作る。その後、一塁手・オスナの好守で宗は併殺に打ち取られるも、中川圭が四球を選んで再び満塁となると、吉田正が押し出し死球で出塁し2-0とする。なおも二死満塁から、杉本の左中間への飛球を中堅手・塩見が後逸し（当初の記録は三塁打）、走者全員が生還。オリックスが5-0と一気にリードを広げた。7回までは順調に抑えていたが8回、山﨑颯が一死1、2塁から村上に適時打を浴び、続くオスナにも3点本塁打を被弾したことで5-4と1点差に追い上げられる。しかし、代わって登板した比嘉幹貴が後続を抑え、1点差のまま9回に突入する。9回裏に登板したワゲスパックが三者凡退に打ち取り、オリックスが1996年以来、26年ぶり5度目の日本一に輝いた。3戦以上未勝利からシリーズを制したのは1989年の巨人以来33年ぶり5度目で、26年のブランクは史上6番目の長さとなった。ヤクルトと対戦して日本一となったのは4度目の対戦で史上初。また「バファローズ」の名を冠する球団の日本一は、6度目の挑戦で初となった。シリーズMVPには、第4戦と第6戦でいずれも決勝点となる先制打を放った杉本が選出された。

## チーム成績

### レギュラーシーズン
|   | 開幕：3/25 | 開幕：3/25 | 5/1 | 5/1        | 6/1 | 6/1          | 7/1 | 7/1          | 8/2 | 8/2          | 9/1 | 9/1        |
| - | ---------- | ---------- | --- | ---------- | --- | ------------ | --- | ------------ | --- | ------------ | --- | ---------- |
| 1 | 中         | 福田周平   | 中  | 佐野皓大   | 中  | 福田周平     | 中  | 福田周平     | 一  | マッカーシー | 右  | 石岡諒太   |
| 2 | 三         | 宗佑磨     | 三  | 宗佑磨     | 三  | 宗佑磨       | 三  | 宗佑磨       | 中  | 福田周平     | 三  | バレラ     |
| 3 | 左         | 吉田正尚   | 遊  | 紅林弘太郎 | 右  | 杉本裕太郎   | 左  | 中川圭太     | 左  | 中川圭太     | 中  | 中川圭太   |
| 4 | 一         | 杉本裕太郎 | 左  | 吉田正尚   | 左  | マッカーシー | 指  | 吉田正尚     | 指  | 吉田正尚     | 指  | 吉田正尚   |
| 5 | 遊         | 紅林弘太郎 | 二  | 安達了一   | 一  | T-岡田       | 右  | 杉本裕太郎   | 右  | 杉本裕太郎   | 一  | 頓宮裕真   |
| 6 | 右         | 後藤駿太   | 指  | ラベロ     | 捕  | 頓宮裕真     | 一  | マッカーシー | 三  | 宗佑磨       | 左  | 西村凌     |
| 7 | 指         | ラベロ     | 一  | バレラ     | 二  | 野口智哉     | 二  | 宜保翔       | 二  | 安達了一     | 捕  | 伏見寅威   |
| 8 | 捕         | 若月健矢   | 捕  | 伏見寅威   | 遊  | 紅林弘太郎   | 捕  | 若月健矢     | 遊  | 紅林弘太郎   | 二  | 山足達也   |
| 9 | 二         | 安達了一   | 右  | 池田陵真   | 投  | ワゲスパック | 遊  | 紅林弘太郎   | 捕  | 若月健矢     | 遊  | 紅林弘太郎 |
|   | 投         | 山本由伸   | 投  | 山岡泰輔   |     |              | 投  | 山岡泰輔     | 投  | 山本由伸     | 投  | ビドル     |

| 順位 | 4月終了時    | 4月終了時 | 5月終了時    | 5月終了時 | 6月終了時    | 6月終了時 | 7月終了時    | 7月終了時 | 8月終了時    | 8月終了時 | 最終成績     | 最終成績 |
| ---- | ------------ | --------- | ------------ | --------- | ------------ | --------- | ------------ | --------- | ------------ | --------- | ------------ | -------- |
| 1位  | 楽天         | ---       | ソフトバンク | ---       | ソフトバンク | ---       | 西武         | ---       | 西武         | ---       | オリックス   | ---      |
| 2位  | ソフトバンク | 3.0       | 楽天         | 0.5       | 楽天         | 1.0       | ソフトバンク | 0.5       | ソフトバンク | 0.5       | ソフトバンク | 0.0      |
| 3位  | オリックス   | 4.5       | 西武         | 5.0       | 西武         | 2.5       | オリックス   | 1.0       | オリックス   | 1.5       | 西武         | 3.5      |
| 4位  | 西武         | 6.0       | オリックス   | 8.0       | ロッテ       | 5.0       | 楽天         | 1.5       | 楽天         | 4.0       | 楽天         | 6.5      |
| 5位  | ロッテ       | 6.5       | ロッテ       | 9.0       | オリックス   | 5.5       | ロッテ       | 3.5       | ロッテ       | 5.5       | ロッテ       | 7.5      |
| 6位  | 日本ハム     | 10.0      | 日本ハム     | 10.5      | 日本ハム     | 14.0      | 日本ハム     | 12.5      | 日本ハム     | 16.5      | 日本ハム     | 16.5     |

| 順位 | 球団                         | 勝 | 敗 | 分 | 勝率 | 差   |
| 1位  | オリックス・バファローズ     | 76 | 65 | 2  | .539 | 優勝 |
| 2位  | 福岡ソフトバンクホークス     | 76 | 65 | 2  | .539 | 0.0  |
| 3位  | 埼玉西武ライオンズ           | 72 | 68 | 3  | .514 | 3.5  |
| 4位  | 東北楽天ゴールデンイーグルス | 69 | 71 | 3  | .493 | 6.5  |
| 5位  | 千葉ロッテマリーンズ         | 69 | 73 | 1  | .486 | 7.5  |
| 6位  | 北海道日本ハムファイターズ   | 59 | 81 | 3  | .421 | 16.5 |

- 1位と2位の順位決定は直接対決の成績による

#### セ・パ交流戦
| 順位 | 球団                         | 勝 | 敗 | 分 | 勝率 | 差   |
| 1位  | 東京ヤクルトスワローズ       | 14 | 4  | 0  | .778 | 優勝 |
| 2位  | 阪神タイガース               | 12 | 6  | 0  | .667 | 2.0  |
| 3位  | 千葉ロッテマリーンズ         | 10 | 8  | 0  | .556 | 4.0  |
| 4位  | 福岡ソフトバンクホークス     | 9  | 9  | 0  | .500 | 5.0  |
| 5位  | 埼玉西武ライオンズ           | 9  | 9  | 0  | .500 | 5.0  |
| 6位  | 横浜DeNAベイスターズ         | 9  | 9  | 0  | .500 | 5.0  |
| 7位  | 東北楽天ゴールデンイーグルス | 9  | 9  | 0  | .500 | 5.0  |
| 8位  | 北海道日本ハムファイターズ   | 8  | 10 | 0  | .444 | 6.0  |
| 9位  | オリックス・バファローズ     | 8  | 10 | 0  | .444 | 6.0  |
| 10位 | 読売ジャイアンツ             | 8  | 10 | 0  | .444 | 6.0  |
| 11位 | 中日ドラゴンズ               | 7  | 11 | 0  | .389 | 7.0  |
| 12位 | 広島東洋カープ               | 5  | 13 | 0  | .278 | 9.0  |

### ファイナルステージ
| 日付                           | 試合           | ビジター球団（先攻）     | スコア | ホーム球団（後攻）       | 開催球場         |
| アドバンテージ                 | アドバンテージ | 福岡ソフトバンクホークス |        | オリックス・バファローズ |                  |
| 10月12日（水）                 | 第1戦          | 福岡ソフトバンクホークス | 0 - 5  | オリックス・バファローズ | 京セラドーム大阪 |
| 10月13日（木）                 | 第2戦          | 福岡ソフトバンクホークス | 3 - 4  | オリックス・バファローズ | 京セラドーム大阪 |
| 10月14日（金）                 | 第3戦          | 福岡ソフトバンクホークス | 3 - 0  | オリックス・バファローズ | 京セラドーム大阪 |
| 10月15日（土）                 | 第4戦          | 福岡ソフトバンクホークス | 2 - 3x | オリックス・バファローズ | 京セラドーム大阪 |
| 勝者：オリックス・バファローズ |                |                          |        |                          |                  |

### 日本シリーズ
| 日付                                            | 試合   | ビジター球団（先攻）     | スコア | ホーム球団（後攻）       | 開催球場         |
| ----------------------------------------------- | ------ | ------------------------ | ------ | ------------------------ | ---------------- |
| 10月22日（土）                                  | 第1戦  | オリックス・バファローズ | 3 - 5  | 東京ヤクルトスワローズ   | 明治神宮野球場   |
| 10月23日（日）                                  | 第2戦  | オリックス・バファローズ | 3 - 3  | 東京ヤクルトスワローズ   | 明治神宮野球場   |
| 10月24日（月）                                  | 移動日 | 移動日                   | 移動日 | 移動日                   | 移動日           |
| 10月25日（火）                                  | 第3戦  | 東京ヤクルトスワローズ   | 7 - 1  | オリックス・バファローズ | 京セラドーム大阪 |
| 10月26日（水）                                  | 第4戦  | 東京ヤクルトスワローズ   | 0 - 1  | オリックス・バファローズ | 京セラドーム大阪 |
| 10月27日（木）                                  | 第5戦  | 東京ヤクルトスワローズ   | 4 - 6x | オリックス・バファローズ | 京セラドーム大阪 |
| 10月28日（金）                                  | 移動日 | 移動日                   | 移動日 | 移動日                   | 移動日           |
| 10月29日（土）                                  | 第6戦  | オリックス・バファローズ | 3 - 0  | 東京ヤクルトスワローズ   | 明治神宮野球場   |
| 10月30日（日）                                  | 第7戦  | オリックス・バファローズ | 5 - 4  | 東京ヤクルトスワローズ   | 明治神宮野球場   |
| 優勝：オリックス・バファローズ（26年ぶり5回目） |        |                          |        |                          |                  |

## 入団・退団

### シーズン開幕前
| 支配下選手 | 支配下選手   | 支配下選手         | 支配下選手  | 支配下選手 | 支配下選手   | 支配下選手                   | 支配下選手 |
| 登録       | 登録         | 登録               | 登録        | 抹消       | 抹消         | 抹消                         | 抹消       |
| No         | 選手名       | 前所属             | 区分        | No         | 選手名       | 去就                         | 区分       |
| 投手       | 投手         | 投手               | 投手        | 投手       | 投手         | 投手                         | 投手       |
| ---------- | ------------ | ------------------ | ----------- | ---------- | ------------ | ---------------------------- | ---------- |
| 15         | 椋木蓮       | 東北福祉大学       | ドラフト1位 | 14         | 吉田一将     | BCL・新潟                    |            |
| 52         | 横山楓       | セガサミー         | ドラフト6位 | 15         | 荒西祐大     | BCL・信濃 選手兼任投手コーチ |            |
| 56         | 小木田敦也   | TDK                | ドラフト7位 | 39         | 飯田優也     |                              |            |
| 58         | ワゲスパック | ブルージェイズ傘下 | 新外国人    | 52         | ヒギンス     | パドレス傘下                 |            |
| 69         | ビドル       | ブレーブス         | 新外国人    | 56         | スパークマン | ロッテ・ジャイアンツ         |            |
|            |              |                    |             | 58         | 金田和之     | 三菱重工West                 |            |
|            |              |                    |             | 61         | 榊原翼       | 育成選手                     |            |
|            |              |                    |             | 68         | 鈴木優       | 読売ジャイアンツ育成         |            |
|            |              |                    |             | 95         | 神戸文也     | エイジェック                 |            |
| 捕手       |              |                    |             |            |              |                              |            |
| 32         | 福永奨       | 國學院大學         | ドラフト3位 |            |              |                              |            |
| 内野手     |              |                    |             |            |              |                              |            |
| 4          | バレラ       | ブルージェイズ     | 新外国人    | 0          | 勝俣翔貴     | 読売ジャイアンツ育成         |            |
| 9          | 野口智哉     | 関西大学           | ドラフト2位 | 64         | 廣澤伸哉     | 育成選手                     |            |
|            |              |                    |             | 93         | 岡﨑大輔     | スカウト（関東担当）         |            |
| 外野手     |              |                    |             |            |              |                              |            |
| 0          | 渡部遼人     | 慶應義塾大学       | ドラフト4位 | 1          | モヤ         | ブルズ                       |            |
| 39         | 池田陵真     | 大阪桐蔭高         | ドラフト5位 | 10         | ジョーンズ   |                              |            |

| 育成選手 | 育成選手 | 育成選手     | 育成選手        | 育成選手 | 育成選手 | 育成選手                           | 育成選手           |
| 登録     | 登録     | 登録         | 登録            | 抹消     | 抹消     | 抹消                               | 抹消               |
| No       | 選手名   | 前所属       | 区分            | No       | 選手名   | 去就                               | 区分               |
| 投手     | 投手     | 投手         | 投手            | 投手     | 投手     | 投手                               | 投手               |
| -------- | -------- | ------------ | --------------- | -------- | -------- | ---------------------------------- | ------------------ |
| 121      | 中村勝   | マリアッチス | 日本球界復帰    | 124      | 近藤大亮 | 再契約                             | 規定による自由契約 |
| 124      | 近藤大亮 | 育成選手     | 再契約          | 128      | 東晃平   | 再契約                             | 規定による自由契約 |
| 125      | 榊原翼   | 支配下選手   | 再契約          |          |          |                                    |                    |
| 128      | 東晃平   | 育成選手     | 再契約          |          |          |                                    |                    |
| 捕手     |          |              |                 |          |          |                                    |                    |
|          |          |              |                 | 123      | 稲富宏樹 | ブルペン捕手                       |                    |
|          |          |              |                 | 130      | フェリペ | 栃木シティFCホームタウン推進課職員 |                    |
| 内野手   |          |              |                 |          |          |                                    |                    |
| 021      | 園部佳太 | BCL・福島    | 育成ドラフト2位 | 016      | 古長拓   |                                    |                    |
| 022      | 大里昂生 | 東北福祉大学 | 育成ドラフト3位 |          |          |                                    |                    |
| 120      | 廣澤伸哉 | 支配下選手   | 再契約          |          |          |                                    |                    |
| 外野手   |          |              |                 |          |          |                                    |                    |
| 020      | 山中尭之 | BCL・茨城    | 育成ドラフト1位 | 007      | 佐藤優悟 | BCL・福島                          |                    |
|          |          |              |                 | 125      | 西浦颯大 | YouTuber                           |                    |
|          |          |              |                 | 127      | 田城飛翔 | 社会人軟式野球部入部               |                    |

### シーズン開幕後
本節では、本シーズン開幕から終了までの入退団について記述する。
| 支配下選手 | 支配下選手 | 支配下選手   | 支配下選手 | 支配下選手       | 支配下選手 | 支配下選手 | 支配下選手 | 支配下選手 | 支配下選手 | 支配下選手     |
| 登録       | 登録       | 登録         | 登録       | 登録             | 登録       | 抹消       | 抹消       | 抹消       | 抹消       | 抹消           |
| 月         | No         | 選手名       | 守備       | 前所属           | 区分       | 区分       | No         | 選手名     | 守備       | 去就           |
| ---------- | ---------- | ------------ | ---------- | ---------------- | ---------- | ---------- | ---------- | ---------- | ---------- | -------------- |
| 4月        | 14         | マッカーシー | 外野手     | レンジャーズ傘下 | 新外国人   |            |            |            |            |                |
| 7月        | 00         | 石岡諒太     | 内野手     | 中日ドラゴンズ   | トレード   | トレード   | 8          | 後藤駿太   | 外野手     | 中日ドラゴンズ |

| 育成選手→支配下 | 育成選手→支配下 | 育成選手→支配下 | 育成選手→支配下 |
| 月              | No.             | 選手名          | 守備            |
| --------------- | --------------- | --------------- | --------------- |
| 4月             | 120→20          | 近藤大亮        | 投手            |
| 7月             | 121→68          | 中村勝          | 投手            |
| 7月             | 013→96          | 宇田川優希      | 投手            |
| 7月             | 128→95          | 東晃平          | 投手            |

## マイナビオールスターゲーム2022選出選手
| 監督       | 中嶋聡                  | 中嶋聡                  |
| ファン投票 | 吉田正尚 （外野手部門） | 吉田正尚 （外野手部門） |
| 選手間投票 | 宗佑磨 （三塁手部門）   | 吉田正尚 （外野手部門） |
| 監督推薦   | 山本由伸                | 山岡泰輔                |

## 代表選出選手

### 侍ジャパン強化試合2022・侍ジャパンシリーズ2022
日本代表
- 宮城大弥
- 山﨑颯一郎

## 選手・スタッフ
- 背番号変更

福田周平 4→1
吉田正尚 34→7
大城滉二 9→10
近藤大亮 124→20（4月支配下登録）
中村勝 121→68（7月支配下登録）
宇田川優希 013→96（7月支配下登録）
東晃平 128→95（7月支配下登録）
- 守備位置変更

宗佑磨 外野手→内野手
福田周平 内野手→外野手

## 個人成績

### 投手成績
- 色付きは規定投球回数（143イニング）以上の選手

| 選 手        | 登 板 | 完 投 | 完 封 | 勝 利 | 敗 戦 | セ 丨 ブ | ホ 丨 ル ド | 勝 率 | 投 球 回 | 被 安 打 | 被 本 塁 打 | 与 四 球 | 奪 三 振 | 失 点 | 自 責 点 | 防 御 率 |
| ------------ | ----- | ----- | ----- | ----- | ----- | -------- | ----------- | ----- | -------- | -------- | ----------- | -------- | -------- | ----- | -------- | -------- |
| 山本由伸     | 26    | 4     | 2     | 15    | 5     | 0        | 0           | .750  | 193.0    | 137      | 6           | 42       | 205      | 42    | 36       | 1.68     |
| 宮城大弥     | 24    | 2     | 1     | 11    | 8     | 0        | 0           | .579  | 148.1    | 137      | 11          | 30       | 127      | 57    | 52       | 3.16     |
| 山岡泰輔     | 22    | 2     | 1     | 6     | 8     | 0        | 1           | .429  | 128.0    | 118      | 6           | 27       | 99       | 42    | 37       | 2.60     |
| 田嶋大樹     | 20    | 1     | 1     | 9     | 3     | 0        | 0           | .750  | 125.0    | 115      | 12          | 37       | 92       | 41    | 37       | 2.66     |
| 山﨑福也     | 24    | 0     | 0     | 5     | 8     | 0        | 2           | .385  | 114.2    | 112      | 13          | 27       | 91       | 58    | 44       | 3.45     |
| ワゲスパック | 32    | 0     | 0     | 2     | 6     | 5        | 7           | .250  | 72.2     | 63       | 4           | 29       | 81       | 28    | 24       | 2.97     |
| 平野佳寿     | 48    | 0     | 0     | 3     | 2     | 28       | 8           | .600  | 46.0     | 25       | 3           | 12       | 42       | 8     | 8        | 1.57     |
| 阿部翔太     | 44    | 0     | 0     | 1     | 0     | 3        | 22          | 1.000 | 44.0     | 22       | 1           | 10       | 42       | 3     | 3        | 0.61     |
| 本田仁海     | 42    | 0     | 0     | 2     | 3     | 14       | 16          | .400  | 43.2     | 39       | 3           | 16       | 40       | 18    | 17       | 3.50     |
| ビドル       | 35    | 0     | 0     | 4     | 5     | 0        | 13          | .444  | 40.1     | 36       | 4           | 20       | 45       | 18    | 16       | 4.02     |
| 山﨑颯一郎   | 9     | 0     | 0     | 2     | 2     | 0        | 0           | .500  | 39.0     | 32       | 1           | 20       | 29       | 16    | 16       | 3.69     |
| 竹安大知     | 6     | 0     | 0     | 2     | 0     | 0        | 0           | 1.000 | 26.0     | 27       | 1           | 10       | 20       | 13    | 11       | 3.81     |
| 宇田川優希   | 19    | 0     | 0     | 2     | 1     | 0        | 3           | .667  | 22.1     | 10       | 1           | 12       | 32       | 2     | 2        | 0.81     |
| 比嘉幹貴     | 30    | 0     | 0     | 5     | 0     | 1        | 5           | 1.000 | 21.1     | 2        | 0           | 1        | 2        | 7     | 6        | 2.53     |
| 椋木蓮       | 4     | 0     | 0     | 2     | 1     | 0        | 0           | .667  | 17.2     | 8        | 0           | 8        | 21       | 2     | 2        | 1.02     |
| 吉田凌       | 18    | 0     | 0     | 1     | 1     | 0        | 4           | .500  | 17.0     | 7        | 3           | 4        | 17       | 5     | 4        | 2.12     |
| 澤田圭佑     | 14    | 0     | 0     | 0     | 0     | 0        | 6           | ----  | 14.0     | 15       | 0           | 3        | 14       | 6     | 6        | 3.86     |
| K-鈴木       | 14    | 0     | 0     | 0     | 1     | 0        | 2           | .000  | 12.0     | 12       | 3           | 3        | 13       | 9     | 9        | 6.75     |
| 村西良太     | 18    | 0     | 0     | 1     | 0     | 1        | 5           | 1.000 | 12.0     | 15       | 1           | 9        | 7        | 7     | 5        | 3.75     |
| 張奕         | 8     | 0     | 0     | 0     | 1     | 0        | 3           | .000  | 10.1     | 21       | 4           | 2        | 15       | 15    | 15       | 13.06    |
| 山田修義     | 12    | 0     | 0     | 1     | 0     | 0        | 9           | 1.000 | 10.1     | 11       | 0           | 4        | 14       | 5     | 6        | 4.35     |
| 増井浩俊     | 2     | 0     | 0     | 0     | 2     | 0        | 0           | .000  | 9.1      | 13       | 0           | 4        | 11       | 4     | 4        | 3.86     |
| バルガス     | 5     | 0     | 0     | 1     | 1     | 0        | 1           | .500  | 9.0      | 13       | 4           | 4        | 7        | 11    | 11       | 11.00    |
| 富山凌雅     | 8     | 0     | 0     | 0     | 0     | 0        | 3           | ----  | 7.1      | 10       | 3           | 3        | 7        | 9     | 9        | 11.05    |
| 齋藤綱記     | 5     | 0     | 0     | 0     | 0     | 0        | 0           | ----  | 5.1      | 7        | 0           | 1        | 5        | 4     | 4        | 6.75     |
| 能見篤史     | 5     | 0     | 0     | 0     | 0     | 0        | 1           | ----  | 3.2      | 2        | 0           | 2        | 2        | 1     | 1        | 2.45     |

- 太字はリーグ最高。

### 野手成績
- 色付きは規定打席（443打席）以上の選手

| 選 手      | 試 合 | 打 席 | 打 数 | 得 点 | 安 打 | 二 塁 打 | 三 塁 打 | 本 塁 打 | 打 点 | 盗 塁 | 犠 打 | 犠 飛 | 四 球 | 三 振 | 打 率 | 出 塁 率 |
| ---------- | ----- | ----- | ----- | ----- | ----- | -------- | -------- | -------- | ----- | ----- | ----- | ----- | ----- | ----- | ----- | -------- |
| 宗佑磨     | 130   | 537   | 469   | 55    | 127   | 23       | 1        | 5        | 43    | 4     | 9     | 6     | 45    | 81    | .271  | .341     |
| 吉田正尚   | 119   | 508   | 412   | 56    | 138   | 28       | 1        | 21       | 88    | 4     | 0     | 7     | 80    | 41    | .335  | .447     |
| 福田周平   | 118   | 502   | 448   | 65    | 120   | 11       | 6        | 0        | 24    | 9     | 14    | 0     | 32    | 50    | .268  | .328     |
| 紅林弘太郎 | 130   | 495   | 450   | 35    | 101   | 20       | 2        | 6        | 32    | 2     | 10    | 2     | 26    | 71    | .224  | .275     |
| 中川圭太   | 130   | 468   | 424   | 54    | 120   | 25       | 9        | 8        | 51    | 11    | 8     | 6     | 26    | 79    | .283  | .326     |
| 杉本裕太郎 | 105   | 433   | 379   | 37    | 89    | 15       | 1        | 15       | 51    | 4     | 0     | 2     | 40    | 135   | .235  | .324     |
| 頓宮裕真   | 81    | 271   | 234   | 23    | 53    | 17       | 0        | 11       | 34    | 0     | 1     | 5     | 23    | 51    | .226  | .311     |
| 安達了一   | 66    | 243   | 206   | 19    | 54    | 7        | 1        | 1        | 18    | 3     | 8     | 1     | 26    | 46    | .262  | .349     |
| 伏見寅威   | 76    | 235   | 205   | 16    | 47    | 12       | 1        | 3        | 21    | 2     | 16    | 1     | 8     | 42    | .262  | .349     |
| 若月健矢   | 68    | 193   | 171   | 16    | 48    | 7        | 0        | 4        | 14    | 3     | 9     | 1     | 9     | 34    | .281  | .326     |
| 野口智哉   | 54    | 167   | 155   | 15    | 35    | 6        | 0        | 1        | 6     | 0     | 1     | 0     | 9     | 56    | .226  | .277     |
| 西野真弘   | 43    | 130   | 114   | 10    | 33    | 5        | 1        | 0        | 8     | 0     | 6     | 1     | 8     | 13    | .289  | .339     |
| 佐野皓大   | 78    | 118   | 107   | 12    | 24    | 6        | 0        | 2        | 9     | 5     | 7     | 0     | 4     | 29    | .224  | .252     |
| 大城滉二   | 57    | 110   | 90    | 9     | 22    | 4        | 0        | 2        | 6     | 2     | 8     | 0     | 12    | 25    | .244  | .233     |
| 太田椋     | 32    | 101   | 92    | 7     | 18    | 6        | 0        | 1        | 5     | 0     | 3     | 0     | 6     | 22    | .196  | .245     |
| T-岡田     | 36    | 95    | 87    | 1     | 13    | 4        | 0        | 1        | 10    | 0     | 0     | 1     | 7     | 28    | .149  | .211     |
| 西村凌     | 13    | 45    | 42    | 0     | 9     | 2        | 0        | 0        | 2     | 0     | 0     | 0     | 3     | 6     | .214  | .267     |
| 山足達也   | 53    | 39    | 33    | 8     | 9     | 0        | 0        | 0        | 1     | 0     | 2     | 0     | 4     | 5     | .273  | .351     |
| 宜保翔     | 33    | 28    | 25    | 4     | 4     | 2        | 0        | 0        | 1     | 0     | 1     | 0     | 1     | 7     | .160  | .222     |
| 大下誠一郎 | 15    | 27    | 25    | 1     | 4     | 0        | 0        | 1        | 2     | 0     | 0     | 0     | 1     | 7     | .160  | .222     |
| 来田涼斗   | 10    | 27    | 23    | 2     | 3     | 0        | 0        | 0        | 0     | 0     | 1     | 0     | 3     | 8     | .130  | .231     |
| 小田裕也   | 72    | 26    | 24    | 12    | 5     | 1        | 0        | 1        | 2     | 8     | 0     | 0     | 1     | 7     | .208  | .269     |
| 後藤駿太   | 56    | 17    | 16    | 3     | 2     | 0        | 0        | 1        | 1     | 2     | 0     | 0     | 1     | 6     | .125  | .176     |
| 松井雅人   | 10    | 7     | 7     | 0     | 0     | 0        | 0        | 0        | 0     | 0     | 0     | 0     | 0     | 2     | .000  | .000     |
| 佐野如一   | 2     | 2     | 2     | 0     | 0     | 0        | 0        | 0        | 0     | 0     | 0     | 0     | 0     | 0     | .000  | .000     |
| 勝俣翔貴   | 1     | 1     | 1     | 0     | 0     | 0        | 0        | 0        | 0     | 0     | 0     | 0     | 0     | 0     | .000  | .000     |

- 太字はリーグ最高。

### タイトル
- 山本由伸
  - 最多勝利（2年連続2度目）
  - 最優秀防御率（2年連続3度目）
  - 最多奪三振（3年連続3度目）
  - 最高勝率（2年連続2度目）
- 吉田正尚
  - 最高出塁率（2年連続2度目）

### 表彰
- 山本由伸
  - 最優秀選手（2年連続2度目）
  - 沢村栄治賞（2年連続2度目）
  - ベストナイン（投手部門、2年連続2度目）
  - ゴールデングラブ賞（投手部門、2年連続2度目）
  - 最優秀バッテリー賞
  - クライマックスシリーズ パーソル賞
  - 月間MVP（6月、9・10月）
  - 月間最優秀バッテリー賞（6・7月、9月）
- 宗佑磨
  - ベストナイン（三塁手部門、2年連続2度目）
  - ゴールデングラブ賞（三塁手部門、2年連続2度目）
  - オールスターゲーム敢闘選手賞（第1戦）
  - スカパー! ドラマティック・サヨナラ賞年間大賞
  - 月間サヨナラ賞（9・10月）
- 吉田正尚
  - ベストナイン（指名打者部門、初[注 12]）
  - 日本シリーズ優秀選手賞
  - クライマックスシリーズMVP
  - 月間MVP（7月、9・10月）
- 福田周平
  - ゴールデングラブ賞（外野手部門、初）
- 中嶋聡
  - 正力松太郎賞
  - パ・リーグ 連盟特別表彰（最優秀監督賞）
- 杉本裕太郎
  - 日本シリーズMVP
  - セ・パ交流戦 日本生命賞
  - 月間MVP（6月）
- 若月健矢
  - 最優秀バッテリー賞
  - 月間最優秀バッテリー賞（6・7月、9月）
- 山﨑福也
  - 日本シリーズ優秀選手賞
- 宮城大弥
  - 月間MVP（8月）
  - 月間最優秀バッテリー賞（8月）
- 伏見寅威
  - 月間最優秀バッテリー賞（8月）

### 達成記録
- 4月9日 - 平野佳寿が通算600試合登板、史上42人目[82]。
- 4月26日 - 平野佳寿が日米通算200セーブ、日本人史上7人目[83]。
- 6月2日 - 平野佳寿が通算200セーブ、史上7人目、618試合目での達成は史上最遅[84]。
- 9月13日 - 平野佳寿が通算150ホールド、史上12人目[85]。
  - 併せて200セーブ&150ホールドも達成、史上2人目、パ・リーグ史上初[85]。

### 記録
- 6月18日 - 山本由伸がノーヒットノーラン達成、史上86人目97度目[86]、球団では2012年の西勇輝以来、10年ぶり9人目10度目[87]。

## 試合結果
| 凡例     | 凡例     | 凡例     | 凡例 |
| 勝利試合 | 敗北試合 | 引き分け | 中止 |
| -------- | -------- | -------- | ---- |

### 新型コロナウイルスの影響
- 4月12日 - 14日

以下の選手、コーチ及びスタッフが新型コロナウイルスに感染したため、4月12日から14日までの試合は延期となった。
|        | 登録抹消日 |            |            |             |             |
| ------ | ---------- | ---------- | ---------- | ----------- | ----------- |
| 感染者 | 4月7日     | 伏見寅威   | 伏見寅威   | 伏見寅威    | 伏見寅威    |
| 感染者 | 4月8日     | 黒木優太   | 頓宮裕真   | 宗佑磨      | 水本勝己    |
| 感染者 | 4月9日     | 小木田敦也 | 小木田敦也 | 小木田敦也  | 小木田敦也  |
| 感染者 | 4月10日    | 佐野皓大   | 佐野皓大   | 太田椋      | 太田椋      |
| 感染者 | 4月11日    | 若月健矢   | 若月健矢   | スタッフ3名 | スタッフ3名 |

## ドラフト指名選手
| 新人選手選択会議 | 新人選手選択会議 | 新人選手選択会議 | 新人選手選択会議         | 新人選手選択会議 |
| 順位             | 選手名           | 守備             | 所属                     | 結果             |
| ---------------- | ---------------- | ---------------- | ------------------------ | ---------------- |
| 1位              | 曽谷龍平         | 投手             | 白鷗大学                 |                  |
| 2位              | 内藤鵬           | 内野手           | 日本航空石川高           |                  |
| 3位              | 齋藤響介         | 投手             | 盛岡中央高               |                  |
| 4位              | 杉澤龍           | 外野手           | 東北福祉大学             |                  |
| 5位              | 日髙暖己         | 投手             | 富島高                   |                  |
| 育成選手選択会議 |                  |                  |                          |                  |
| 順位             | 選手名           | 守備             | 所属                     | 結果             |
| 1位              | 西濱勇星         | 投手             | 群馬ダイヤモンドペガサス |                  |
| 2位              | 才木海翔         | 投手             | 大阪経済大学             |                  |
| 3位              | 入山海斗         | 投手             | 東北福祉大学             |                  |
| 4位              | 茶野篤政         | 外野手           | 徳島インディゴソックス   |                  |
| 5位              | 村上喬一朗       | 捕手             | 法政大学                 |                  |